# Victor Maag
Victor Maag (* 17. Februar 1910 in Zürich; † 3. Oktober 2002 ebenda) war ein Schweizer evangelischer Geistlicher und Hochschullehrer.

## Leben
Victor Maag war der Sohn von Adolf Maag, Sekretär bei der Finanzdirektion des Kantons Zürich, und dessen Ehefrau Fanny (geb. Peter).
Er immatrikulierte sich an der Universität Zürich und studierte Theologie.
1936 wurde er Pfarrer in Mellingen und war dann von 1939 bis 1948 Pfarrer in der Zürcher Predigerkirche.
Er promovierte 1945 mit einer Arbeit über Wortschatz und Begriffswelt des Buches Amos in Zürich zum Dr. theol.
1947 wurde er Privatdozent und war dann von 1948 bis 1978 ordentlicher Professor für Altes Testament, Religionsgeschichte und Orientalia an der Universität Zürich. Er war in dieser Zeit auch massgeblich daran beteiligt, dass Hans Wildberger (1910–1986) als Professor für Altes Testament und Allgemeine Religionsgeschichte an die Universität Zürich geholt wurde.
Victor Maag war verheiratet mit Sophie (geb. Jucker).

### Theologisches Wirken
Durch den Einbezug der vergleichenden Religionsgeschichte und Kulturanthropologie in die Theologie gab Victor Maag weitreichende Impulse zum Verständnis des Alten Testaments.
Er beschäftigte sich eingehend mit Hiob und analysierte Gestalt und Gehalt des Textes in seiner 1982 erschienenen Schrift Hiob. Seine weiteren Studien und Aufsätze veröffentlichte er in sehr verschiedenen und zum Teil schwer zugänglichen Zeitschriften, unter anderem in Asiatische Studien: Zeitschrift der Schweizerischen Gesellschaft für Asienkunde, Saeculum, Kairos, Vetus Testamentum und Charisma und Institution, weil er nur dort publizieren wollte, wo seinen Aufsätzen Interesse entgegengebracht wurde.

## Schriften (Auswahl)
- Jahwäs Heerscharen. Bern 1950. (Sonderdruck aus: Schweizerische Theologische Umschau, Nr. 3/4).
- Text, Wortschatz und Begriffswelt des Buches Amos. Leiden: E. J. Brill, 1951.
- Recht und Unrecht individueller Ueberzeugung. Chur: Vereinigung freigesinnter evangelischer Kirchgenossen, 1958.
- mit Heinrich Otten, Thomas Beran, Hartmut Schmökel: Kulturgeschichte des Alten Orient: Mesopotamien, Hethiterreich, Syrien-Palästina, Urartu. Stuttgart: A. Kröner, 1961.
- mit Charles Hummel, Ernst Friedrich Bienz, Roger Ley: Freimaurerei in heutiger Zeit: Ansprachen aus dem Jubiläumsjahr 1971. Zürich: Freimaurerloge Modestia cum Libertate, 1971.
- Kultur- und Religionswissenschaftliches zur Entwicklungshilfe. Zürich: Kommissionsverlag Beer, 1972.
- Kultur: Kulturkontakt und Religion. Gesammelte Studien zur allgemeinen und alttestamentlichen Religionsgeschichte. Hrsg. von Hans Heinrich Schmid, Odil Hannes Steck. Göttingen; Zürich: Vandenhoeck u. Ruprecht, 1980.
- Hiob: Wandlung und Verarbeitung des Problems in Novelle, Dialogdichtung und Spätfassungen. Göttingen 1982.
- Das Tier in den Religionen. Zürich 1983.
- Symbole in der Freimaurerei. Zürich 1987.
- Alttestamentliche Entscheidungen im Spannungsfeld von Inspiration und Institution. Gütersloh 1988.
- Johannes der Täufer. Zürich 1995.